# Crossoloricaria
Crossoloricaria – rodzaj słodkowodnych ryb sumokształtnych z rodziny zbrojnikowatych (Loricariidae). Spotykane w hodowlach akwariowych.

## Występowanie
Kolumbia, Panama i Wenezuela.

## Klasyfikacja
Gatunki zaliczane do tego rodzaju:
- Crossoloricaria cephalaspis
- Crossoloricaria variegata
- Crossoloricaria venezuelae

Gatunkiem typowym jest Loricaria variegata (=C. variegata).
Wcześniej zaliczano do tego rodzaju gatunki andyjskie: C. bahuaja i C. rhami, przeniesione do Rhadinoloricaria. 